# دوري كرة القدم الألباني الدرجة الأولى 1934
دوري كرة القدم الألباني الدرجة الأولى 1934 هو موسم من دوري كرة القدم الألباني الدرجة الأولى ‏. أشرف على تنظيمه اتحاد ألبانيا لكرة القدم، وفاز فيه KF Luftëtari ‏.